# Саси (Лука)
Саси је насеље у Италији у округу Лука, региону Тоскана.
Према процени из 2011. у насељу је живело 183 становника. Насеље се налази на надморској висини од 681 м.